# الألعاب الجامعية
الألعاب الجامعية (بالإنجليزية: Universiade)‏ هي دورة متعددة الرياضات خاصة برياضيي الجامعات تقام كل سنتين وتدار من قبل الاتحاد العالمي للألعاب الجامعية وألذي يقع مقره في لوزان في سويسرا، أقيمت أول دورة في سنة 1923 في باريس، أما أول دورة ألعاب جامعية شتوية جرت في سنة 1960، ويتم التنافس في حوالي 60 رياضة أبرزها ألعاب القوى والسباحة والجمباز.